# Sundsjön (Ytterhogdals socken, Hälsingland)
Sundsjön är en sjö i Härjedalens kommun i Hälsingland och ingår i Ljungans huvudavrinningsområde. Sjön har en area på 0,114 kvadratkilometer och ligger 304,1 meter över havet. Sjön avvattnas av vattendraget Stensån (Skålvattsån).

## Delavrinningsområde
Sundsjön ingår i det delavrinningsområde (689864-147173) som SMHI kallar för Utloppet av Sundsjön. Medelhöjden är 309 meter över havet och ytan är 0,97 kvadratkilometer. Räknas de 2 avrinningsområdena uppströms in blir den ackumulerade arean 23,96 kvadratkilometer. Stensån (Skålvattsån) som avvattnar avrinningsområdet har biflödesordning 2, vilket innebär att vattnet flödar genom totalt 2 vattendrag innan det når havet efter 182 kilometer. Avrinningsområdet består mestadels av skog (55 procent) och sankmarker (33 procent). Avrinningsområdet har 0,11 kvadratkilometer vattenytor vilket ger det en sjöprocent på 11,7 procent.